# Луцій Кальпурній Пізон Цезонін (консул 58 року до н.е.)
Лу́цій Кальпу́рній Пізо́н Цезоні́н (лат. Lucius Calpurnius Piso Caesoninus) (приблизно 101 — 43 роки до н. е.) — політичний, державний та військовий діяч Римської республіки, консул 58 року до н. е., цензор 50 року до н. е. Тесть Гая Юлія Цезаря.

## Життєпис
Походив із впливового плебейського роду Кальпурніїв. Син Луція Кальпурнія Пізона Цезоніна, претора 90 року до н. е., та Кальвенції. Батько рано помер.
Точний рік народження Луція Кальпурнія невідомий, але в одній зі своїх промов Цицерон зазначив, що під час громадянських воєн між Суллою і маріанцями (88-82 роки до н. е.) Пізон ще був неповнолітнім.
У 70 році до н. е. обіймав посаду квестора, у 64 році до н. е. — едила, у 61 році до н. е. — претора.
Уклав політичний союз з Гаєм Юлієм Цезарем. Завдяки цьому у 58 році до н. е. Цезоніна обрано консулом разом з Авлом Габінієм. Надав активну підтримку народному трибуну Клодію, сприяв вигнанню Цицерона. Застосував заходи про єгипетські культи у Римі та знищив святилище Діани на Целійському пагорбі. За законом Клодія Луцій Кальпурній отримав як провінцію Македонію, якою керував з 57 до 55 року до н. е., під час цього спочатку з успіхом воював проти фракійців, втім зрештою зазнав тяжкої поразки. Це стало основою для позбавлення Пізона провінції.
У 50 році до н. е. його обрано цензором разом з Аппієм Клавдієм Пульхром. На цій посаді на відміну від колеги виявив поблажливість до сенаторів.
З початком громадянської війни поміж Гаєм Юлієм Цезарем і Гнеєм Помпеєм Великим Цезонін намагався відігравати роль посередника, але без успіху. Він не підтримав Цезаря, але й не приєднався до Помпея. Після вбивства Цезаря виступив за оголошення його заповіту та похорони за державний рахунок, чим йому й доручено керувати. Згодом захищав Марка Антонія, намагався припинити війну поміж сенатом й Антонієм. Навіть після провалу перших перемовин Пізон продовжував намагатися досягти миру.

## Родина
1. Дружина — Рутілія
Діти:
- Кальпурнія, дружина Гая Юлія Цезаря

2. Дружина (ім'я невідоме).
Діти:
- Луцій Кальпурній Пізон, консул 15 року до н. е.